# أونوفري زاجلوبا

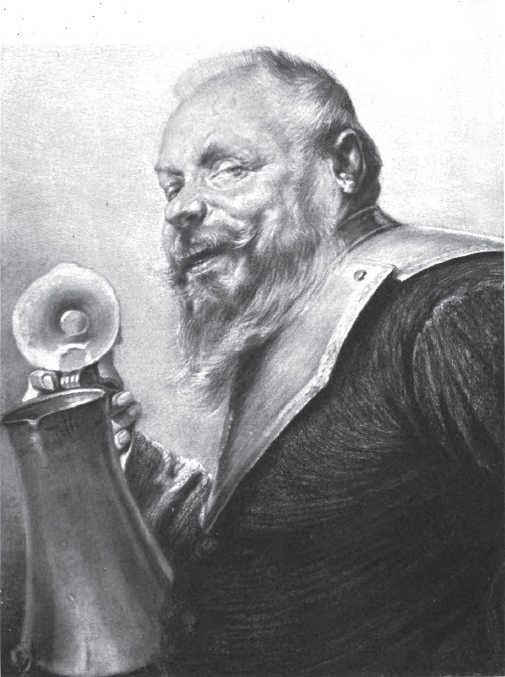
رسمة تخيلية لأونوفري زاجلوبا.

أونوفري زاجلوبا (بالبولنديَّة: Onufry Zagłoba) هي شخصية خيالية ظهرت في الثلاثية من قبل هنريك سينكيفيتش. جنباً إلى جنب مع شخصيات أخرى من ثلاثية، تشارك أونوفري زاجلوبا في مغامرات مختلفة، وفي القتال من أجل الكومنولث البولندي الليتواني، والبحث عن المغامرات والمجد. وينظر إلى أونوفري زاجلوبا باعتباره واحدة من الشخصيات الأكثر شعبية في مؤلفات هنريك سينكيفيتش، وبينما كان يقارن في كثير من الأحيان فالستاف الشكسبيرية، فإنه يمر أيضًا بتطور كبير في الشخصية، ليصبح بطلاً مرحاً.